# Andreja Pejić
Andreja Pejić, nata Andrej (in cirillico: Андреја Пејић; Tuzla, 28 agosto 1991), è una modella e attrice bosniaca naturalizzata australiana.
Pejić è una donna transgender; ha dichiarato la sua identità pubblicamente in seguito a un intervento di riassegnazione sessuale cui si è sottoposta nel 2014. Prima descriveva sé stessa come una persona che vive "tra i generi", preferendo comunque che le persone si riferissero a lei utilizzando il pronome femminile.

## Biografia

### Infanzia
Andreja è nata a Tuzla, Bosnia ed Erzegovina. Ha un fratello maggiore. Sua madre, Jadranka, è serba e suo padre, Vlada, è croato. I suoi genitori hanno divorziato poco dopo la sua nascita. Durante la guerra in Bosnia, si trasferisce con la madre, il fratello e la nonna in un campo profughi vicino a Belgrado. Alla domanda se ha trovato la sua infanzia difficile, Andreja ha dichiarato: "No, ero felice. Il campo era una comunità. Siamo andati a scuola e ho avuto un sacco di amici - soprattutto ragazze. Giocavamo tutti fuori. I miei ricordi sono molto spensierati".
Dopo i bombardamenti della NATO nel 1999, la madre di Andreja si sentì in pericolo e decise di lasciare la Serbia. La famiglia si trasferì a Melbourne, in Australia, con lo status di rifugiati politici quando Andreja aveva otto anni.

### Carriera
Riguardo all'inizio della sua carriera come modella, si è riportato che è stata "scoperta" poco prima del suo 17º compleanno, mentre lavorava in un McDonald's. È nota per la sua estrema androginia che le permette di sfilare con disinvoltura sia in abbigliamento maschile sia femminile, come appunto in uno dei suoi primi lavori per l'azienda X-CAPE Urban fashion.
In una sfilata di moda a Parigi nel gennaio 2011 ha sfilato sia per gli uomini sia per le donne per Jean-Paul Gaultier e in abbigliamento maschile per Marc Jacobs. Nel maggio del 2011, è apparsa sulla copertina della rivista newyorkese Dossier Journal, dove è raffigurata mentre si toglie la camicia con i suoi lunghi riccioli biondi in bigodini; è stata però giudicata troppo osé dalla catena statunitense di librerie Barnes & Noble e da Borders, che ha coperto l'immagine con un manicotto opaco, nel timore che i clienti potessero scambiarla per una donna in topless.
A partire dal settembre 2011, è arrivata al 18º posto nella classifica dei 50 migliori modelli maschi di models.com, ed è stata classificata al 98º posto dalla rivista FHM nelle lista delle 100 donne più sexy del mondo 2011, un "premio" che ha causato molte polemiche, essendo anche accompagnato da un testo transfobico che è stato poi rimosso dal sito di FHM.
Nel 2013 partecipa al video The Stars (Are Out Tonight) di David Bowie, insieme a  Tilda Swinton, Saskia de Brauw e Iselin Steiro. All'inizio del 2014 Pejić ha subito un intervento di riassegnazione sessuale. In luglio ha parlato della sua identità di genere in un'intervista per la rivista People.

## Filmografia parziale
- Millennium - Quello che non uccide (The Girl in the Spider's Web), regia di Fede Álvarez (2018)
- Dalíland, regia di Mary Harron (2022)